# Марки сборов международной помощи

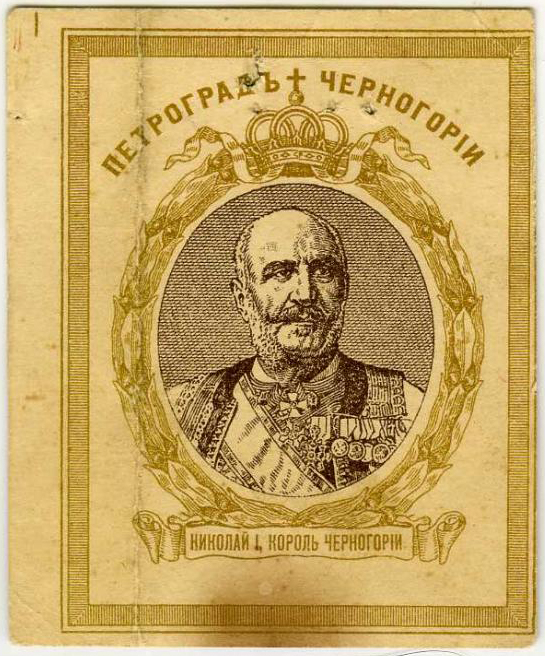
Россия: марка сбора помощи жертвам Первой мировой войны («Петроград Черногории»)

Ма́рки сбо́ров междунаро́дной по́мощи — особая группа знаков добровольных сборов (ЗДС), средства от реализации которых идут на оказание помощи другим странам (интернациональная помощь).

## История
В 1908 году были организованы сборы помощи жертвам землетрясения, произошедшего в Южной Италии и на Сицилии. Сохранившиеся знаки добровольных сборов позволяют предполагать, что существовал международный организационный центр. Кроме марок, изданных в отдельных странах, например, в Австрии, был организован выпуск треугольных марок унифицированного образца. Для каждой страны такие марки печатались с номиналами в национальной валюте.
Значительный размах организации общественной международной помощи приходится на период первой мировой войны. В воюющих странах сборы производились в помощь населения стран-союзников, пострадавшему от военных действий, например, во Франции — в пользу Бельгии, Польши, а в Канаде — наоборот, в помощь Франции. Общественные организации невоюющих стран проводили сборы помощи населению сражающихся стран. Так, почти по всему миру проходили сборы помощи Франции, в том числе на Кубе, в Египте, Бразилии. В 1915—1916 годах проводились сборы помощи армянам — жертвам османского геноцида.
Международный характер имели сборы помощи жертвам:
- Гражданской войны в России 1918—1922 годов;
- неурожая 1921 года в Поволжье; ЗДС выпускались, например, в Германии и Швейцарии;
- гражданской войны в Испании 1936—1939 годов; ЗДС выпускались в Чехословакии, Швеции.

Благотворительные марки выпускала Нансеновская международная организация по делам беженцев при Лиге Наций. Эта организация выпускала марки в золотых франках. Часть марок была издана с портретом самого Нансена. Последние выпуски этой организации вышли в начале 1940-х годов.
Сборы добровольной помощи продолжались в период второй мировой войны и ещё некоторое время после её окончания. Очередную волну ЗДС вызвала война в Корее в начале 1950-х годов. ЗДС выпускались в Болгарии, Венгрии, Румынии. В США сборы помощи Корее продолжались и в 1970-е годы.
Практически все крупные катастрофы международной жизни послевоенного времени, чреватые серьёзными последствиями для народов, отражены в выпусках ЗДС.

## Марки сборов помощи России и СССР

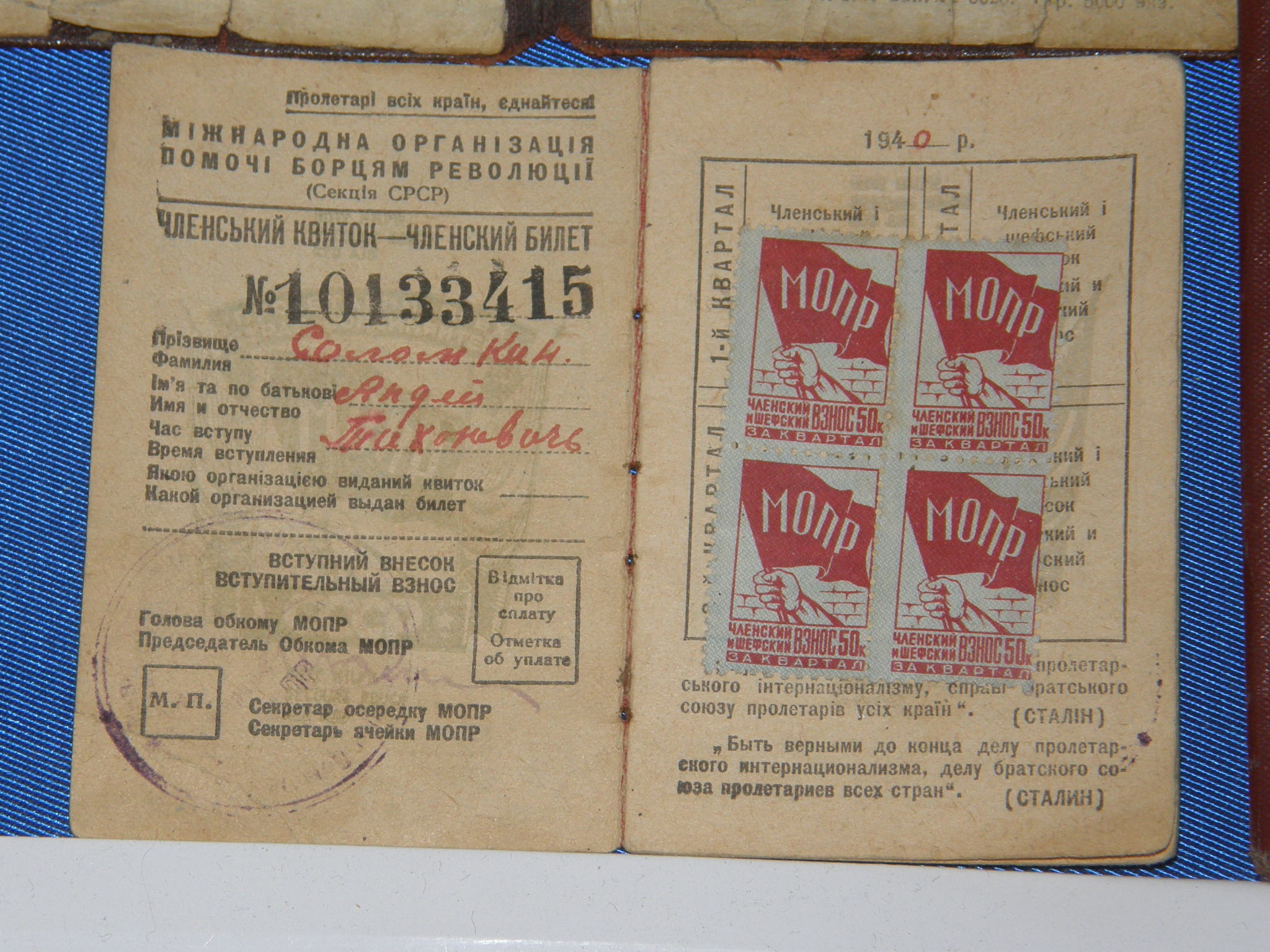
Марки членского сбора МОПРа в членском билете (1940)

### Российская империя
Перед первой мировой войной в России проводилась кампания помощи населению славянских стран Балканского полуострова. Во время первой мировой войны сборы в России производились в пользу населения Бельгии, Черногории, Сербии, Румынии.

### РСФСРиСССР
После Октябрьской революции 1917 года международная помощь РСФСР, а затем и СССР была ориентирована на приближение мировой революции. В 1922 году была создана Международная организация помощи борцам революции (МОПР). Членством МОПР было охвачено практически всё работающее население. Помимо членских взносов, в массовом порядке проводились добровольные сборы. Собранные средства направлялись зарубежным коммунистическим организациям для оказания помощи активистам, находящимся в тюрьмах и их семьям.
Массовые кампании по сбору проводились в СССР в 1923 году в помощь населению Японии, пострадавшему от землетрясения, на эти цели выпускались знаки добровольных сборов в Минске и Владивостоке; в 1926 году — участникам забастовки углекопов в Англии, ЗДС выпускались в Москве, Ленинграде, Ульяновске, Красноярске.

Марки МОПРа
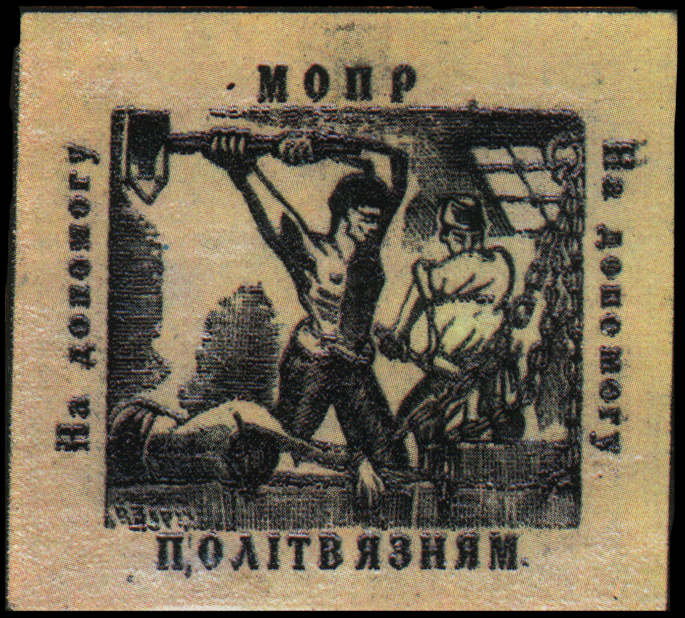
«На помощь политзаключённым» (надпись на украинском языке)
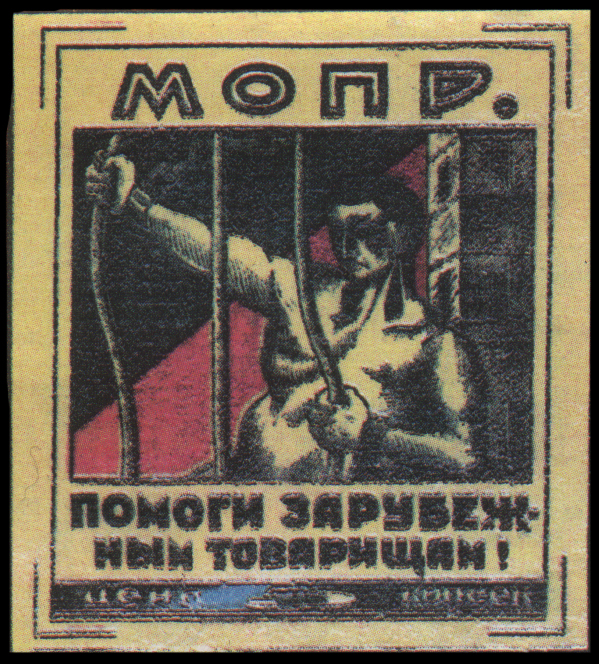
«Помоги зарубежным товарищам!»
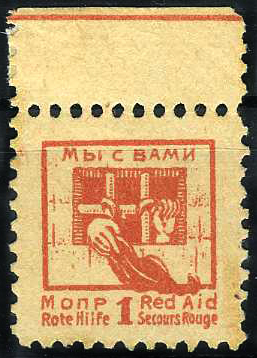
«Мы с вами»
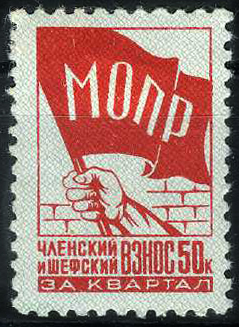
Членский и шефский взнос